# Dead or Alive 2 (film)
Pour les articles homonymes, voir Dead or Alive.
Série
Dead or Alive
(1999) Dead or Alive 3
(2002)
Pour plus de détails, voir Fiche technique et Distribution.
Dead or Alive 2 (DEAD OR ALIVE 2 逃亡者, Dead or Alive 2: Tōbōsha) est un film japonais réalisé par Takashi Miike, sorti en 2000.

## Synopsis
Chargé d'exécuter un chef yakuza, Mizuki se fait griller la priorité par Shu, son vieil ami d'enfance. Shu retrouve Mizuki sur leur île natale et deviennent les parrains d'une école d'orphelins. Mais le travail reprend ses droits et Mizuki propose à Shu de travailler ensemble, en menant à bien des contrats pour faire don des primes à des associations caritatives.

## Fiche technique
- Titre : Dead or Alive 2
- Titre original : DEAD OR ALIVE 2 逃亡者 (Dead or Alive 2: Tōbōsha?)
- Réalisation : Takashi Miike
- Scénario : Masa Nakamura
- Production : Yoshihiro Masuda, Makoto Okada, Mitsuru Kurosawa et Tsutomu Tsuchikawa
- Musique : Chū Ishikawa
- Photographie : Kazunari Tanaka
- Montage : Yasushi Shimamura
- Pays d'origine : Japon
- Langue : japonais
- Format : Couleurs - 1,85:1 - Dolby Surround - 35 mm
- Genre : Policier
- Durée : 97 minutes[1]
- Dates de sortie : 
  - 2 décembre 2000 (Japon)[1]
  - 21 janvier 2004 (France)
- Film interdit aux moins de 12 ans lors de sa sortie en France

## Distribution
- Shō Aikawa : Mizuki Otamoko
- Edison Chen : Boo
- Ken'ichi Endō : Kōhei
- Masato : Hoo
- Riki Takeuchi : Shuuichi Sawada
- Teah : Woo
- Shin'ya Tsukamoto : magicien Higashino

## Distinctions
- Prix du meilleur film asiatique lors du festival FanTasia 2001.

## SagaDead or Alive
- 1999 : Dead or Alive (Dead or Alive: Hanzaisha), de Takashi Miike
- 2002 : Dead or Alive 3 (Dead or Alive: Final), de Takashi Miike